# Movimiento Bolivia Libre
Die Movimiento Bolivia Libre (MBL) ist eine progressive Partei in Bolivien.
Die MBL bildete sich am 15. Januar 1985, ursprünglich als Abspaltung von der Partei MIR, unter dem Namen MIR Bolivia Libre. Bei den allgemeinen Wahlen von 2002 gewann die MBL in Allianz mit der Movimiento Nacionalista Revolucionario (MNR) 26,9 % der Wählerstimmen, 36 von 130 Abgeordnetensitzen und 11 von 27 Senatssitzen. Bei den allgemeinen Wahlen von Dezember 2005 erreichte die MBL jedoch nicht die erforderliche Mindestprozentzahl, so dass die Partei vorerst ihren Parteienstatus verloren hat.